# Daniel Charles (historien)
Ne doit pas être confondu avec Daniel Charles (musicien).
Pour les articles homonymes, voir Charles.
Daniel Charles est un historien belge né le 6 février 1949 à Watermael-Boitsfort (Belgique). Ses travaux ont, en 1987-8, permirent l’utilisation de multicoques en Coupe de l'America, faisant entrer le plus vieux trophée sportif du monde dans l’ère moderne. Il fut également le premier à faire passer l’histoire du yachting de la chronique à l’étude sociotechnique, répondant « fondamentalement à la question : pourquoi nos bateaux sont-ils (ou ne sont-ils que) ce qu’ils sont ? ». Il a fait redécouvrir l’activité architecturale du peintre Gustave Caillebotte, piloté la reconstruction du premier monotype français Morbihan, et a été le premier en France à soutenir une thèse de doctorat d’histoire sur l’histoire du yachting. Il a eu également une activité d’architecture navale et de muséographe. 

## Biographie
Après des études à l’École des beaux-arts de Namur (Belgique), et tout en collaborant dès l’âge de 14 ans à différents journaux, il se lance dans l’architecture navale, dessinant jusqu’en 1982 une quinzaine de bateaux aux caractéristiques extrêmes dont Tahiti-Douche (en 1980 le plus grand prao du monde) et Eka Grata (en 1981 le premier prao de croisière) ; en 1987-88 il fait partie du groupe de conception du catamaran Stars and Stripes 88, vainqueur de la Coupe de l’America. À partir de 1977 il devient l’un des journalistes nautiques les plus influents de la française, jusqu’au prix CFCA du meilleur reportage sur la Coupe de l’America (1987). À partir de 1986, il s’implique dans la muséographie avec des expositions novatrices à la Corderie de Rochefort, la Cité des sciences et de l’industrie, avant de concevoir et diriger (1989-1996) le Conservatoire international de la plaisance de Bordeaux (alors le plus grand musée du monde consacré à la navigation de plaisance). Très actif dans le domaine du patrimoine maritime il est nommé expert pour le ministère de la Culture (1998-2014), rédige le seul ouvrage consacré à la théorie du patrimoine de la navigation de plaisance et est l’un des fondateurs du label « bateaux d’intérêt patrimonial ». Il s’est ruiné pendant dix ans pour construire un prao de croisière de 14,50 m de sa conception, Epicure, avant de devoir l’abandonner pour raison économique. Il se consacre désormais principalement à l’enseignement et à l’épistémologie.

## Histoire du yachting
Daniel Charles publie en 1979 Le Yachting une histoire d’homme et de techniques, considérée comme la première approche socio-technique de l’histoire du yachting. Une version réécrite et étendue (Histoire du yachting, médaille d’or de l’Académie de marine en 1998) reste le livre de référence sur le sujet en France et en Allemagne. Entretemps il a publié Yachts et yachstmen : les chasseurs de futurs, 1870-1914 : « L’argument développé et prouvé : tous les types de bateaux modernes furent inventés entre 1870 et 1912». Éric Tabarly appelait Daniel Charles « l’encyclopédie vivante de la [navigation de] plaisance » : « il sait tout sur les bateaux et l’histoire de notre sport ou de notre loisir ». En 2003 il soutient la première thèse de doctorat en France consacrée à l’histoire du yachting (université de La Rochelle).

## America’s cup
En 1987 il fut chargé par le defender de la Coupe de l’America d’étudier l’Acte de Donation du trophée, datant de 1887, ainsi que son contexte, pour vérifier s’il était acceptable de faire participer un catamaran. Les différents antécédents qu’il trouva, notamment du vivant du donateur, amenèrent la Cour suprême de l’État de New York à accepter la participation de multicoques dans la Coupe de l’America. Daniel Charles fut impliqué dans la Coupe à d’autres reprises, dont la vente d’un bateau français à un syndicat américain en 1991.

## Histoire de l’art
Il publie en 1995 la première biographie détaillée du peintre impressionniste et architecte naval Gustave Caillebotte. Il développe une nouvelle approche de l’impressionnisme, mettant en évidence la fibre saint-simonienne des débuts de l’impressionnisme et l’influence de la peinture de marine. Il a été l’un des conservateurs des expositions « Caillebotte » (Brême, Copenhague, Brooklyn 2008-9) et « Impressionists on the Water » (San Francisco, Salem, 2013-14), une exposition qui « nous rappelle, entre autres choses, que Monet fut éduqué près du Havre et commença comme peintre de marine; que Pissarro était le fils d’un ship chandler et traversa l’Atlantique quatre fois; que Bazille était champion d’aviron; et que Manet, qui traversa l’Atlantique en se préparant à devenir officier de marine, aima toujours la mer (plus d’un tiers de sa production lui est consacrée).”

## Innovation
La totalité du travail de journaliste, d’historien et même d’architecte naval de Daniel Charles ayant consisté à dévoiler, retracer ou appliquer l’innovation, il a jeté les bases d’une étude plus systématique du sujet à l’occasion de sa thèse. Très influencé par les travaux de George Basalla (The Evolution of Technology, 1989), il développe (notamment avec Dominique Turcq) une « étude comportementale » de l’innovation.